# Dorothy Brookshaw
Dorothy Elizabeth Anne Brookshaw, coniugata Marr, detta Dot (Toronto, 20 dicembre 1912 – 3 settembre 1962), è stata una velocista canadese, vincitrice della medaglia di bronzo nella staffetta 4×100 metri ai Giochi olimpici di Berlino nel 1936.

## Biografia
Nei giochi olimpici tedeschi del 1936 nella Staffetta 4×100 metri vinse il bronzo con Mildred Dolson-Cavill, Hilda Cameron e Aileen Meagher.

## Palmarès
| Anno | Manifestazione            | Sede    | Evento                | Risultato | Prestazione | Note |
| ---- | ------------------------- | ------- | --------------------- | --------- | ----------- | ---- |
| 1936 | Giochi della XI Olimpiade | Berlino | Staffetta 4×100 metri | Bronzo    | 47”8        |      |